# Ring of Fire (Lied)
Ring of Fire ist ein Country-Song aus dem Jahr 1963, der von June Carter und Merle Kilgore geschrieben wurde. Das Stück war Johnny Cashs größter Erfolg in den Country-Charts und wurde zu einem der populärsten Titel des Genres.

## Entstehungsgeschichte
Als June Carter im November 1962 mit Johnny Cash auf Tournee ging, nahm auch Merle Kilgore hieran teil. Während der Tournee verfassten sie in ihrer freien Zeit neue Lieder. Vermutlich in einem Gedichtband fand Carter die Passage „Love is like a burning ring of fire“. Zusammen mit Kilgore begann sie, diese Zeile in einen neuen Song einzubauen, den sie zunächst Love’s Fiery Ring nannten. Ihre Schwester Anita Carter befand sich zu dieser Zeit im Tonstudio, um eine LP aufzunehmen. Zur Komplettierung fehlte ihr noch ein Lied, das sie von June Carter erbat. Carter und Kilgore brauchten nur noch wenig Zeit, um das Fragment zu vollenden. Der Text des Refrains lautet:
I fell into a burning ring of fire

I went down, down, down

And the flames went higher

And it burns, burns, burns

The ring of fire

The ring of fire
Ring of Fire wollte Kilgore den Song nicht nennen, denn ihm war bekannt, dass Duane Eddy diesen Titel bereits im Mai 1961 für eine Eigenkomposition verwendet hatte. Deshalb variierte er ihn zunächst auf (Love’s) Ring of Fire. Unter diesem Titel kam die Komposition als erstes Stück auf die im November 1962 von Anita Carter aufgenommene, von Jerry Kennedy produzierte und im Februar 1963 veröffentlichte LP Sings Folk Songs Old and New. Die hieraus ausgekoppelte Single wurde mit Ring of Fire / Voice of the Bayou (Mercury 72073) betitelt und kam ebenfalls im Februar 1963 auf den Markt.

## Die Version von Johnny Cash

Johnny Cash – Ring of Fire

Johnny Cash benötigte dringend einen Hit, da er seit fast vier Jahren keine Single mehr in den Pop-Charts gehabt hatte. Er stand zudem auch vertraglich unter Druck, denn sein Plattenvertrag mit CBS Records war bis zum Jahresende 1963 befristet. Cash wollte Ring of Fire unbedingt aufnehmen, hatte jedoch Schwierigkeiten im Studio, den Song mit den von ihm gewünschten Trompeten einzuspielen. Sein langjähriger Weggefährte Jack Clement wurde gefragt, doch der war skeptisch: „Columbia wird mich nicht mal in die Nähe von Johnny Cash lassen. Produzent Don Law schützt ihn mit eiserner Hand.“ Auf Cashs Bitte reiste Clement zum Aufnahmetermin am 25. März 1963 ins Tonstudio nach Nashville.
Clement schrieb die Arrangements und leitete die Studioband in der Besetzung Luther Perkins (Leadgitarre), Jack Clement (Gitarre), Marshall Grant (Bass), William Whitney „Bill“ Pursell (Piano), W. S. Holland (Schlagzeug), Karl R. Garvin/William K. „Bill“ McElhiney (Trompeten). Im Hintergrund sangen Mother Maybelle und die Geschwister Carter. Als Produzenten fungierten formal Don Law und Frank Jones. Die Session in den Columbia Recording Studios dauerte 3,5 Stunden, wobei Cash bei der experimentellen Aufnahme allen Country-Musik-Prinzipien zuwiderhandelte und sich von markanten Mariachi-Trompeten begleiten ließ.

### Veröffentlichung und Erfolg
Die Single Ring of Fire / I’d Still Be There (Columbia 42788) erschien am 19. April 1963 und gelangte am 8. Juni 1963 in die Country-Charts, wo sie am 27. Juli 1963 den ersten Rang erreichte und dort für sieben Wochen blieb.  Der Titel belegte in der Version von Cash ebenfalls Platz 17 in den US-Pop-Charts.
Neben I Walk the Line entwickelte sich Ring of Fire zu Cashs Erkennungsmelodie. Der Song belegt in der Liste der 500 besten Songs aller Zeiten des Magazins Rolling Stone Platz 87 und wurde von CMT auf Platz 4 der 100 Greatest Songs in Country Music gewählt.
| ChartsChartplatzierungen       | Höchstplatzierung | Wochen/ Monate |
| ------------------------------ | ----------------- | -------------- |
| Deutschland (GfK)              | 27 (2 Mt.)        | 2 Mt.          |
| Schweiz (IFPI)                 | 77 (1 Wo.)        | 1 Wo.          |
| Vereinigte Staaten (Billboard) | 17 (13 Wo.)       | 13 Wo.         |

| ChartsJahrescharts (1963)      | Platzierung |
| ------------------------------ | ----------- |
| Vereinigte Staaten (Billboard) | 80          |

### Auszeichnungen für Musikverkäufe
Von der Single wurden über eine Million Exemplare verkauft, und die digitale Version des Songs wurde mehr als 1,2 Millionen Mal heruntergeladen.
| Land/Region                  | Auszeichnungen für Musikverkäufe (Land/Region, Auszeichnung, Verkäufe) | Verkäufe  |
| ---------------------------- | ---------------------------------------------------------------------- | --------- |
| Neuseeland (RMNZ)            | Platin                                                                 | 30.000    |
| Vereinigte Staaten (RIAA)    | Gold                                                                   | 1.000.000 |
| Vereinigtes Königreich (BPI) | Platin                                                                 | 600.000   |
| Insgesamt                    | 1× Gold · 2× Platin ·                                                  | 1.630.000 |

Hauptartikel: Johnny Cash/Auszeichnungen für Musikverkäufe

## Weitere Coverversionen
Ring of Fire gehört mit 91 bei BMI registrierten Versionen zu den oft gecoverten Songs und erhielt einen BMI-Award. Ralf Bendix kam im November 1963 mit einer deutschen Version und einem Text von Carl-Ulrich Blecher unter dem Titel Der große Treck nach Idaho (Rang 27 in der deutschen Hitparade) auf den Markt, ebenfalls mit Mariachi-Trompeten (Electrola 22478).
Es folgten Versionen unter anderem von Kitty Wells (Januar 1964), Don Drummond & The Skatalites (1964), Grady Martin (April 1965), Jerry Lee Lewis (November 1965), Tom Jones (März 1967), Eric Burdon and the Animals mit einer auf 4:58 Minuten ausgedehnten Version (Dezember 1968), Ray Charles (Oktober 1970), Wall of Voodoo (EP; 1980), Dwight Yoakam (August 1986), Social Distortion (März 1990), Frank Zappa (April 1991), H-Blockx (April 2000, mit Dr. Ring-Ding) oder Alan Jackson (Dezember 2010).
Der von Howard Carpendale unter dem Titel Heiß wie Feuer (Dezember 1971) herausgebrachten Fassung (Rang 35 in Deutschland) lag ein anderer deutscher Text ebenfalls von Blecher zugrunde; das Mädchenquartett Les Gam’s kam mit einer französischen Fassung unter dem Titel L’anneau de feu (1964) auf den Markt. Die schwedische Sängerin Barbro Skinnar veröffentlichte eine schwedische Version mit dem Titel Din heta eld auf ihrem Album Barbro Skinnar (1969). Joaquin Phoenix sang das Stück 2005 in Walk the Line, der biografischen Verfilmung von Cashs Leben. 2006 brachte der englische Fußballclub FC Liverpool zum FA-Cup-Finale eine Coverversion heraus, deren Erlös wohltätigen Zwecken zugeführt wurde.

## Kuriosa
Im Jahr 2004 widersprachen die Rechteinhaber einer Nutzung des Liedes für die Werbung einer Hämorrhoidensalbe. Dabei wurde die geplante Nutzung der Zeile „And it burns, burns, burns, the ring of fire, the ring of fire“ von den Cash-Erben als Verunglimpfung des Liedes betrachtet, da es von der „transformativen Kraft der Liebe“ handle. Der Co-Autor Kilgore äußerte in einem Interview, er habe oft selbst Witze über Hämorrhoiden gemacht, wenn das Lied gespielt wurde.